# Свідоцтво про початкову освіту (Кенія)

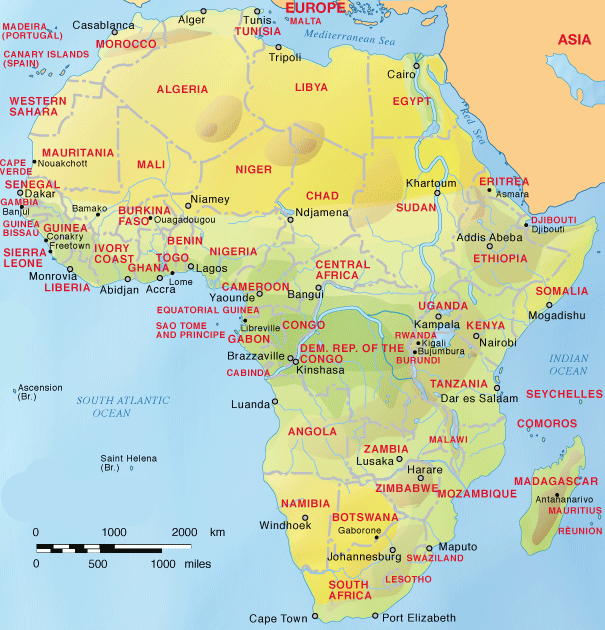
Кенія на карті

Сертифікат про початкову освіту в Кенії (KCPE) — сертифікат, який видається студентам після проходження затвердженого восьмирічного курсу початкової освіти в Кенії. Екзамен проводиться під наглядом Кенійської національної екзаменаційної ради (KNEC), органу, що здійснює екзаменаційну і тестувальну функцію в Кенії при Міністерстві освіти. Цей самий орган також проводить та регулює Кенійське свідоцтво про середню освіту (KCSE), сертифікат, що видається студентам після закінчення середньої освіти. KCPE та KCSE були розпочаті в 1985 році, коли в Кенії була запроваджена система 8-4-4 освіти.

## Предмети
Предмети, які здаються — математика, англійська мова, суахілі, соціальні дослідження, наука та релігієзнавство (християнські / ісламські / індуїстські). Соціальні дослідження включають в себе трохи кенійської історії, громадянську освіту, діючу систему управління державою, а також усі релігієзнавства. За кожен предмет екзаменований отримує максимум 100 балів. Тому кожен кандидат може заробити максимум 500 балів.
Час іспиту триває з останнього тижня жовтня та займає три дні. У 2016 році іспити будуть проводитися з 31 жовтня по 2 листопада. Письмові роботи виконуються протягом грудневих свят. Потім результати оголошуються міністром освіти через три-чотири дні після Різдва. Також існує програма лояльності для кандидатів з особливими потребами.